# Маргарет Деланд
Маргаретта Вейд Кемпбелл (23 лютого 1857 – 13 січня 1945) відома як Маргарет Деланд — американська поетеса, письменниця, викладачка та феміністка, яка фінансово підтримувала одиноких матерів. Завдяки поставленим темам людського щастя та способів його досягнення вважається важливою представницею руху літературного реалізму.

## Біографія

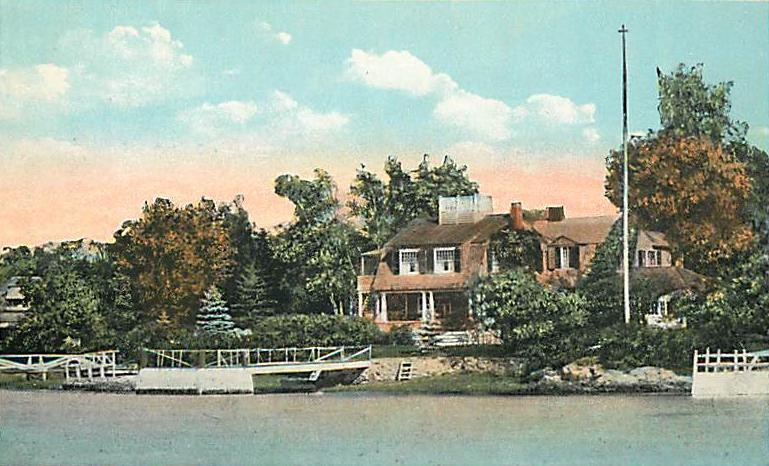
Грейвуд, літній будинок Маргарет Деланд у Кеннебанкпорті, штат Мен

Маргаретта Вейд Кемпбелл народилася 23 лютого 1857 року в місті Аллегені, штат Пенсильванія, яке зараз є частиною Піттсбурга. Вона була єдиною донькою Маргаретти Вейд та Семпла Кемпбелла, продавців одягу та тканин. Мати Маргаретти померла від ускладнень під час пологів, а батько помер природною смертю два тижні по тому. Внаслідок цього вона залишилася на піклування своєї тітки Лоїс Вейд та її чоловіка Бенджаміна Кемпбелла Блейка.
Дитинство Маргаретта провела в Манчестері. Вже в 12 років вона почала писати твори, та пізніше здобула освіту в приватних школах і в Cooper Union в Нью-Йорку. Кілька років працювала вчителькою малювання. У 1880 році одружилася з Лоріном Ф. Деландом, і пара переїхала до Бостона, де прожила більшу частину життя. Чоловік успадкував видавничу компанію свого батька, яку продав у 1886 році, після чого почав працювати в рекламній галузі.
Саме в цей період Маргаретта Деланд почала активно писати, створивши вступні вірші для рекламних матеріалів чоловіка. Її перший вірш був опублікований у березневому випуску Harper's New Monthly Magazine в 1885 році. У 1886 році вийшла її перша поетична збірка «Старий сад та інші вірші», а в 1888 році вона опублікувала свій перший роман «Джон Ворд, проповідник». Вона з чоловіком проживали на Маунт-Вернон-стріт у Бостоні, де підтримували неодружених матерів, а також літній будинок у Кеннебанкпорті, штат Мен, де вони проводили час і приймали гостей, зокрема канадську акторку Маргарет Англін, яку Деланд особисто ознайомила з її твором «Пробудження Гелени Річі».
У 1910 році Маргаретта Деланд написала статтю для Atlantic Monthly, присвячену боротьбі за права жінок у США, під заголовком «Неспокій!», де висловила думки про невдоволення серед жінок і суспільні зміни. Під час Першої світової війни вона активно допомагала у Франції, за що була нагороджена хрестом ордена Почесного легіону. У 1920 році Деланд отримала ступінь Litt.D. від коледжу Бейтса, а в 1926 році була обрана до Національного інституту мистецтв і літератури разом із Едіт Вортон, Агнес Репплієр та Мері Елеонор Вілкінс Фрімен. Це стало важливим кроком у розширенні можливостей для жінок у сфері мистецтва та літератури. Вона також була членом неофіційного жіночого клубу, в якому збиралися відомі жінки, зокрема Емі Біч, Еліс Хоу Гіббенс (дружина Вільяма Джеймса) та Іда Агассіс (дружина Генрі Лі Хіггінсона ). Станом на 1941 рік, Маргаретта опублікувала 33 книги. Вона померла 13 січня 1945 року у Бостоні, в готелі «Шератон». Похована на кладовищі Форест-Гіллс. Її будинок на Маунт-Вернон-стріт є частиною Бостонської жіночої стежки.

## Літературна спадщина
Маргаретта Деланд здобула популярність завдяки своєму роману «Джон Ворд, проповідник» (1888), який критикує кальвінізм та став бестселером. Її книги «Старий Честер», що базуються на її спогадах про Піттсбургські громади, зокрема Мейпл-Гроув і Манчестер, також здобули популярність. Вона була визнана важливою і популярною авторкою літературного реалізму в США, хоча деякі з її тем і сюжетів шокували публіку. За життя її часто порівнювали з Елізабет Гаскелл, а також називали «американською місіс Гемфрі Ворд».

## Вибрані твори

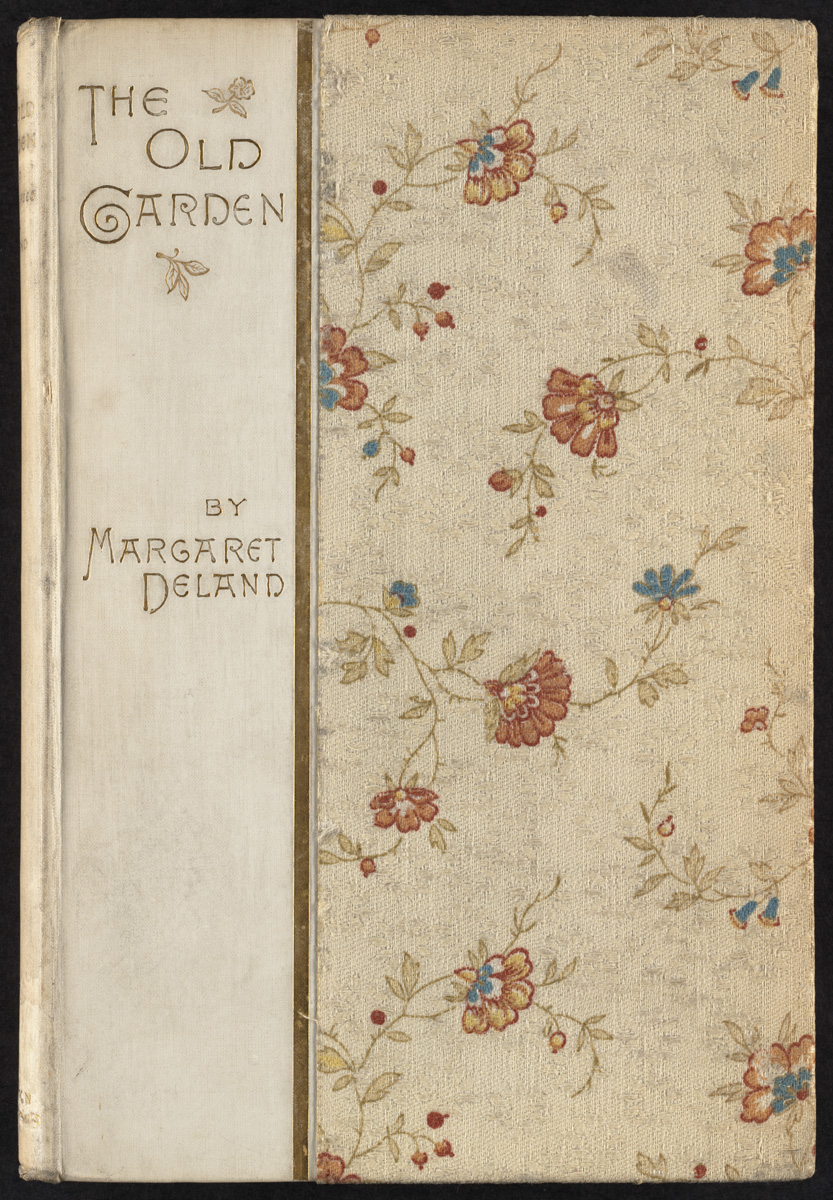
Старий сад та інші вірші, 1886

### Поезія
- Старий сад та інші вірші (1886) (книга є на Internet Archive)
- Старий сад з ілюстраціями від Волтер Крейна  (1893)

### Новели
- Джон Ворд - проповідник (1888)
- Сідні (1890)
- Історія дитини(1892)
- Філіп та його дружина (1894)
- Люди доктора Лавендара (1903)
- Пробудження Гелени Річі(1906)
- Шлях до миру (1910)
- Залізна жінка (1911)
- Голос (1912)
- Партнери (1913)
- Руки Ісава (1914)
- Приплив   (1916)
- Дрібниці (1919)
- Обіцяння Аліси (1919)
- Секрет старого Честера (1920)
- Ярке полум'я (1922)
- Сім'я Кеїв (1926)
- Дочка капітана Арчера (1932)

### Збірники історій
- Містер Томмі Дав та інші історії (1893)
- Мудрість дурнів (1897)
- Історії старого Честера (1898)
- Загальний шлях(1904)
- Мати Р. Дж. та деякі інші люди (1908)
- Навколо Cтарого Честера (1915)
- Дрібниці (1919)
- Нові друзі у Cтарому Честері (1924)
- Дні Старого Честер (1935)

### Автобіографії
- Якщо це я, як я гадаю (1935)
- Золоті вчорашні дні (1941)

### Документальна література
- Дні Флориди (1889)

## Фільмографія
- «Залізна жінка», режисер Карл Гарбо (1916, за мотивами роману «Залізна жінка »)
- «Пробудження Хелени Річі», режисер Джон В. Нобл (1916, за мотивами роману «Пробудження Хелени Річі» )
- Тліючі вогні, режисер Кларенс Браун (1925)

## Зовнішні посилання
- Роботи Маргаретти Деланд на Project Gutenberg
- Роботи Маргаретти Деланд at the Internet Archive
- "Margaret Deland [Архівовано June 22, 2018, у Wayback Machine.]", Хлоя Морс-Гардінг (2012) у  Бостонському Атенеумі